# Ardeny
Ardeny (fr. L’Ardenne lub Ardennes, luks., niem. i niderl. Ardennen) – rozległy masyw wyżynno-górski, zlokalizowany na terytorium Belgii, Luksemburga i Francji. Stanowi najbardziej na zachód wysuniętą część Reńskich Gór Łupkowych, a jego naturalną kontynuacją na wschodzie są góry Eifel, rozróżniane ze względów polityczno-historycznych. Ich nazwa bierze się od znanej w starożytności Puszczy Ardeńskiej (fr. Forêt d’Ardenne, łac. Arduenna silva), której nazwa pochodzi od galijskiego słowa ard oznaczającego „wysokość”, bądź od imienia celtyckiej bogini Arduenny.

## Geografia
Ardeny dzielą się na kilka różnych charakterem części, które niekiedy grupuje się w trzy większe jednostki: Ardeny Właściwe, Fagne-Flamenne i Condroz. Zajmują łącznie 11 200 km², a najwyższym wzniesieniem jest Signal de Botrange (694 m n.p.m.), będący jednocześnie najwyższym punktem Belgii. Od północy góry ogranicza Bruzda Sambry-Mozy, stanowiąca oś belgijskiego zagłębia węglowego (tzw. Sillon Industriel). 
Ardeny są najrzadziej zaludnioną częścią Belgii. Najludniejszym miastem, położonym częściowo w granicach masywu, jest Namur, kolejne zaś to: Verviers oraz Charleville-Mézières we Francji.

### Ardeny właściwe
Ardeny właściwe, określane czasem dla odróżnienia jako Masyw Ardeński (Massif ardennais), są silnie zalesionym pasmem gór niskich osiągającym wysokości bezwzględne między 300 a 700 m n.p.m. Północna granica z wyżyną Fagne-Flamenne (a dokładniej Calestienne) ciągnie się na linii miejscowości Chimay-Marche-Verviers. Od południa i zachodu stykają się z Basenem Paryskim (Wyżyna Lotaryńska i równinna Szampania Wapienna). Od wschodu ich naturalną kontynuacją są góry Eifel, z którymi stanowią geologiczną całość. Najwyższą część stanowi położony na północnym wschodzie płaskowyż tzw. Wysokich Bagien (Hautes Fagnes), gdzie znajduje się Signal de Botrange - najwyższy punkt Belgii. Jest on niekiedy zaliczany do gór Eifel, jako że granica między tymi dwoma obszarami może być różnie definiowana. Najwyższym szczytem bezwzględnie znajdującym się w Ardenach jest Baraque de Fraiture (652 m n.p.m.) będący najwyższym wzniesieniem prowincji Luksemburg i całego regionu historycznego.
Luksemburską część Ardenów określa się jako Oesling, który zajmuje północną trzecią część Wielkiego Księstwa. W jego obrębie znajduje się najwyższe wzniesienie tego kraju Kneiff (560 m n.p.m.). 
We Francji znajduje się jedynie niewielki, zachodni skraj Ardenów, ciągnący się wzdłuż malowniczej doliny Mozy. Graniczny szczyt Croix-Scaille (504 m n.p.m.) jest najwyższym wzniesieniem francuskiej części masywu. Dodatkowo do Ardenów po stronie francuskiej niekiedy zalicza się pogórza Thiérache i Avesnois. Większość tego obszaru znajduje się na terenie departamentu o takiej samej nazwie. 
Gęstość zaludnienia w Ardenach jest poniżej 50 msk./km², co jest wynikiem bardzo niskim w porównaniu do sąsiednich obszarów i wielu innych regionów w Europie. Gmina Daverdisse, z 24,3 msk/km² ma najmniejszą gęstość zaludnienia w Belgii. Dla porównania, gęstość zaludnienia całej Walonii wynosi 215 msk./km², a Belgii 372 msk./km².

### Fagne-Famenne
Jest to podłużna wyżyna rozdzielająca płaskowyż Condroz od Ardenów właściwych. Zazwyczaj razem z nią jest grupowany długi i wąski region Calestienne o odmienej budowie geologicznej. Głównymi zajęciami miejscowej ludności od stuleci są rolnictwo i leśnictwo, choć w ostatnich latach wzrasta rola turystyki. 

### Condroz
Jest to podłużny płaskowyż znajdujący się w większości na terenie belgijskich prowincji Hainaut, Namur i Liège, w mniejszym stopniu także Luksemburgii, a niewielki skrawek znajduje się we francuskim departamencie Nord. Wysokości bezwzględne wynoszą między 200 a 350 m n.p.m., opadając stromo w Bruzdę Sambry-Mozy. Tę strefę zalesionych zboczy określa się jako „Ardeny Condruzjańskie” (Ardenne Condrusienne). Dodatkowo na zachodzie wyróżnia się nieco odmienny geologicznie niewielki Pays d'Acoz. Jest to region rolniczy, na który częściowo nachodzą aglomeracje Liège, Charleroi i Namur.

## Geologia
Należą do hercyńskiej strefy fałdowań Europy. Zbudowane z utworów paleozoicznych, wśród których przeważają piaskowcowo-ilasto-węglanowe osady dewonu. Calestienne wyróżnia się swoimi skałami wapiennymi. Obszar Ardenów był silnie deformowany w czasie ruchów kaledońskich i hercyńskich.

## Historia
Ardeny pojawiają się na kartach historii wraz z podbojem Galii przez Juliusza Cezara. Od stuleci znajdowały się na pograniczu obszarów niemieckojęzycznych i celtyckich, a później romańskich. Podział na Eifel i Ardeny wiąże się właśnie z granicą językową, która obecnie się ciągnie w pobliżu wschodniej granicy Belgii.
W ciągu średniowiecza Ardeny znalazły się w granicach Niderlandów i odtąd dzieliły losy, zostając pod władzą Habsburgów do czasów rewolucji francuskiej. 
Góry odegrały znaczącą rolę w najnowszej historii Europy. W sierpniu 1914 roku, podczas pierwszej wojny światowej, doszło w Ardenach do bitwy między wojskami niemieckimi i francuskimi, z której zwycięsko wyszli Niemcy.
W trakcie drugiej wojny światowej Ardeny dwukrotnie odegrały istotną rolę. W 1940 roku niemieckie dywizje pancerne zaskoczyły aliantów, przechodząc przez góry na tyły ich wojsk i omijając linię Maginota oraz belgijskie fortyfikacje nad Mozą. Podobny manewr Niemcy chcieli wykonać zimą 1944/45 (zobacz: ofensywa w Ardenach). Mimo zaangażowania najlepszych wojsk (m.in. 6 Armia Pancerna SS) Niemcy nie mieli wystarczających sił, aby powtórzyć ten manewr i po początkowych sukcesach ponieśli klęskę.

## Ochrona przyrody
Na terenie Ardenów wyróżniono liczne formy ochrony przyrody, takie jak rezerwaty przyrody, obszary Natura 2000 i parki krajobrazowe. Po stronie francuskiej powołano Park Regionalny Ardenów, w Luksemburgu dwa (Górnej Sûre i Our), a po stronie belgijskiej pięć (Deux Ourthes, Górna Sûre Las Anlier (Haute Sûre Forêt d'Anlier), Hautes Fagnes-Eifel, Viroin-Hermeton, Źródeł (Sources)).

## Gospodarka
Większość mieszkańców regionu utrzymuje się z rolnictwa, leśnictwa oraz turystyki. Trzy belgijskie klasztory trapistów znane z produkcji piwa znajdują się w Ardenach (Chimay, Orval i Rochefort).

### Turystyka
Na terenie Ardenów znajdują się liczne miejsca przyciągające turystów, takie jak znane miasteczko uzdrowiskowe Spa, historyczne miejscowości Dinant, Bouillon, czy Bastogne. Jest to też główny kierunek ekoturystyki dzięki słabemu zaludnieniu i dużemu zalesieniu. Ponadto funkcjonuje kilka ośrodków sportów zimowych, zostały też wytyczone liczne szlaki turystyczne. Ardeny są też znane z serii wyścigów rowerowych znanych jako „ardeńskie klasyki”.